# شحوح
شُحُوح یا شِحُوح نام قبیله‌ای عرب است در شرق امارات متحده عربی که به ویژه در مناطق کوهستانی رأس‌الخیمه در رؤوس الجبال سلسلهٔ کوه حجر، و همچنین غرب و شمال کشور پادشاهی عمان و جزیره لارک در ایران سکونت دارند. این قبیله که عادات و سنن ویژه خود را دارند. این قبیله دارای امیرنشین جدا برای خود نیستند و در نتیجه مخالفت‌هایی با دولت مرکزی داشته و تقریباً یک اپوزیسیون محسوب می‌شوند.
شکل مفرد نام ایشان «شِحِی» است، مردم شحوح از قدیم به گویش عربی شحی سخن می‌گفته‌اند.واژه شحوح به معنای «خسیس» است و می‌گویند چون لقیط بن مالک، که به دلیل خواست خود برای در دست گرفتن حکومت عمان به ذی تاج معروف شده‌است، پس از درگذشت محمد پیامبر اسلام، از پرداخت زکات خودداری کرده‌بود این نام به این طایفه داده‌شد.در دوران گذشته شحوح در کوه زندگی می‌کردند، در جاهایی مسطح و در بین تپه‌ماهورهای وسط کوهای حجر خانه می‌ساختند. خانه‌شان از سنگ وگل ولای می‌ساختند، در هنگام ساختن خانه همگی باهم همکاری می‌کردند، خانه‌های مسکونی شحوح در کوهستان به چند قسمت تقسیم می‌شد، که به شرح زیر می‌باشد:
- البیت.
- بیت القفل.
- الصفه.
- بیت الالب.

## آداب و رسوم
مردم شحوح آداب رسوم خاصی دارند که با عربها همسایه خود تفاوت هایی دارد مثل ندبه.الرواح.و... پس از شکل‌گیری دولت فدرال امارات در سال ۱۹۷۱، همهٔ افراد قبیلهٔ شحوح از بالای کوه‌های رأس‌الخیمه به مرکز شهر نقل مکان نموده و در جامعه ادغام گردیدند. در همین حال بسیاری از آن‌ها همچنان در شهر مسندم عمان زندگی می‌نمایند.

## امروزه
بیشتر افراد این قبیله هم‌اینک از آداب نیاکان خود دوری نموده و تنها برخی از آن‌ها همچنان به منظور گرامیداشت مناسبت‌های اجتماعی و جشن‌ها در بقایا و در خانه‌های اجداد خود حاضر می‌شوند. جشن‌های عروسی این قبیله از آداب ویژه‌ای برخوردار است که از جمله آن‌ها می‌توان به ندبه اشاره نمود. ندبه زمزمه‌ای است که افراد قبیله الشحوح آن را به صورت «هو هو هو ای فرزند شحوح هو هو» تکرار می‌نمایند. علاوه بر آن از ندبه برای خوشامدگویی به شیخ قبیله یا میهمانان بلندپایه در مناسبت‌های بزرگ نیز استفاده می‌شود.